# Pierre Cardin
Pierre Cardin (San Biagio di Callalta, Itàlia, 2 de juliol de 1922 - París, 29 de desembre de 2020) fou un dissenyador de moda francès nascut a Itàlia.
Va passar la seva infància a la vall del Loira i va començar a treballar com a ajudant de sastre als 20 anys. Quan va acabar la Segona Guerra Mundial es va instal·lar a París on va treballar per a altres dissenyadors fins que es va establir pel seu compte. Entre les firmes per les quals va treballar destaca Dior. El 1957 llença la seva primera col·lecció pròpia de roba per a dona i durant els anys 60 va impulsar la indústria francesa del prêt-à-porter.